# Stelis costaricensis
Stelis costaricensis là một loài Hymenoptera trong họ Megachilidae. Loài này được Friese mô tả khoa học năm 1921.